# Kabinett Yoshida I (Umbildung)
| Amt | Name                                                                     | Kammer                | Fraktion                              |
| --- | ------------------------------------------------------------------------ | --------------------- | ------------------------------------- |
| Premierminister Außenminister                                                                                | Yoshida Shigeru                                                          | Herrenhaus            | Liberale Partei Japans                |
| Stellvertretender Premierminister ab 3. Mai 1947                                                             | Baron Shidehara Kijūrō                                                   | Herrenhaus            | Nihon Shimpotō                        |
| Innenminister                                                                                                | Uehara Etsujirō                                                          | Herrenhaus            | Dōseikai                              |
| Finanzminister                                                                                               | Ishibashi Tanzan                                                         | Shūgiin               | Liberale Partei Japans                |
| Staatsminister, Leiter der Demobilisierungsbehörde                                                           | Baron Shidehara Kijūrō                                                   | Herrenhaus            | Nihon Shimpotō                        |
| Justizminister                                                                                               | Kimura Tokurō                                                            | —                     | —                                     |
| Bildungsminister                                                                                             | Takahashi Seiichirō                                                      | —                     | —                                     |
| Minister für Gesundheit und Soziales                                                                         | Kawai Yoshinari bis 22. Mai 1947 Yoshida Shigeru ab 22. Mai 1947         | Herrenhaus Herrenhaus | Dōseikai Liberale Partei Japans       |
| Minister für Landwirtschaft und Forsten                                                                      | Yoshida Shigeru bis 15. Februar 1947 Kimura Kozaemon ab 15. Februar 1947 | Herrenhaus Shūgiin    | Liberale Partei Japans Nihon Shimpotō |
| Minister für Handel und Industrie                                                                            | Ishii Mitsujirō                                                          | Shūgiin               | Liberale Partei Japans                |
| Verkehrsminister                                                                                             | Masuda Kaneshichi                                                        | Shūgiin               | Liberale Partei Japans                |
| Kommunikationsminister                                                                                       | Hitotsumatsu Sadayoshi                                                   | Shūgiin               | Nihon Shimpotō                        |
| Staatsminister, Leiter des „Hauptamts für wirtschaftliche Stabilität“ (経済安定本部) Leiter der Preisbehörde | Ishibashi Tanzan bis 20. März 1947 Takase Sōtarō ab 20. März 1947        | Shūgiin —             | Liberale Partei Japans —              |
| Staatsminister, Leiter der „Untersuchungsabteilung für die Verwaltung“ (行政調査部)                          | Saitō Takao                                                              | Shūgiin               | Nihon Shimpotō                        |
| Staatsminister                                                                                               | Tanaka Man’itsu Kanamori Tokujirō                                        | Shūgiin Herrenhaus    | Nihon Shimpotō Dōseikai               |